# بشرافیلم
بُشرافیلم یک شرکت تولید، توزیع و پخش فیلم‌های سینمایی در ایران است.
این شرکت در سال ۱۳۷۸ با مدیریت سید جمال ساداتیان و با تولید فیلم به من نگاه کن تأسیس شد.

## فیلم‌های توزیع‌کرده
- آذر، شهدخت، پرویز و دیگران
- انتهای خیابان هشتم
- جامه‌دران
- برف روی کاج‌ها
- به رنگ ارغوان
- شبانه‌روز
- هفت دقیقه تا پاییز

## فیلم‌های تولید شده
- متری شیش و نیم
- به من نگاه کن
- به رنگ ارغوان
- چهارشنبه‌سوری
- دایره زنگی
- شبانه‌روز
- هفت دقیقه تا پاییز
- انتهای خیابان هشتم
- برف روی کاج‌ها
- سایه روشن
- خواب و بیدار (مجموعه تلویزیونی)